# Szygajewo (Baszkortostan)
Szygajewo (ros. Шигаево) – wieś (sieło) w Rosji, w Baszkortostanie, w rejonie biełorieckim. W 2010 liczyła 571 mieszkańców.